# Luvo Manyonga
Luvo Manyonga (Mbekweni, 8 gennaio 1991) è un lunghista sudafricano, campione mondiale a Londra 2017.

## Palmarès
| Anno | Manifestazione          | Sede           | Evento         | Risultato | Prestazione | Note                                     |
| ---- | ----------------------- | -------------- | -------------- | --------- | ----------- | ---------------------------------------- |
| 2010 | Mondiali juniores       | Moncton        | Salto in lungo | Oro       | 7,99 m      |                                          |
| 2011 | Mondiali                | Taegu          | Salto in lungo | 5º        | 8,21 m      |                                          |
| 2011 | Giochi panafricani      | Maputo         | Salto in lungo | Oro       | 8,02 m      |                                          |
| 2016 | Campionati africani     | Durban         | Salto in lungo | Argento   | 8,23 m      |                                          |
| 2016 | Giochi olimpici         | Rio de Janeiro | Salto in lungo | Argento   | 8,37 m      | Miglior prestazione personale stagionale |
| 2017 | Mondiali                | Londra         | Salto in lungo | Oro       | 8,48 m      |                                          |
| 2018 | Mondiali indoor         | Birmingham     | Salto in lungo | Argento   | 8,44 m      | Record africano                          |
| 2018 | Giochi del Commonwealth | Gold Coast     | Salto in lungo | Oro       | 8,41 m      | Record dei Giochi                        |
| 2018 | Campionati africani     | Asaba          | Salto in lungo | Argento   | 8,43 m      |                                          |
| 2019 | Mondiali                | Doha           | Salto in lungo | 4º        | 8,28 m      |                                          |

## Altre competizioni internazionali
2017
- Vincitore della Diamond League nella specialità del salto in lungo

2018
- Vincitore della Diamond League nella specialità del salto in lungo